# Nicotianoideae
Sous-famille
Les Nicotianoideae sont une sous-famille de plantes de la famille des Solanaceae. 

## Liste des tribus et genres
Selon NCBI (2 mars 2012) :
- tribu des Anthocercideae
  - genre Anthocercis
  - genre Anthotroche
  - genre Crenidium
  - genre Cyphanthera
  - genre Duboisia
  - genre Grammosolen
  - genre Symonanthus
- tribu des Nicotianeae
  - genre Nicotiana